# Paula Piechotta
 (juillet 2025).
Paula Louise Piechotta, née le 19 septembre 1986 à Gera, est une radiologue et femme politique allemande membre de Alliance 90/Les Verts. Elle est membre du Bundestag allemand depuis le 26 octobre 2021.

## Biographie
Piechotta a étudié la médecine et la médecine moléculaire à l'université Friedrich Schiller d'Iéna où elle a obtenu son doctorat en 2015. De 2015 à 2020, elle a suivi une formation de spécialiste à Heidelberg et Leipzig. Depuis avril 2022, elle travaille deux jours par mois comme médecin au MedVZ de l'hôpital universitaire de Leipzig.

### Carrière politique
Elle était membre des Jeunes Verts et a rejoint le parti Alliance 90/Les Verts en 2010.
Elle s'est présentée aux élections régionales en Thuringe (2014) et en Saxe (2019) et a participé aux négociations de coalition après les deux élections régionales.
Piechotta a été élue aux élections fédérales de 2021 et 2025. Elle était à la tête de la liste du parti Alliance 90/Les Verts de Saxe.
Piechotta se concentre principalement sur la politique de santé. Elle s'engage pour qu’il y ait plus de pharmacies et contre le remboursement de l'homéopathie par les caisses d'assurance-maladie. Elle s'engage également en faveur d'une politique climatique fondée sur la science et socialement équitable, et aussi en faveur d'une infrastructure opérationnelle. Elle s’engage particulièrement pour les questions concernant l’Allemagne de l’Est,.
Lors de son première mandat (2021-2025) au Bundestag, Piechotta a été membre de la commission du budget, où elle était rapporteuse pour le budget du ministère fédéral du Numérique et des Transports ainsi que pour celui du ministère fédéral de la Santé. Au sein de la commission de contrôle budgétaire, elle était coordinatrice du groupe parlementaire Alliance 90/Les Verts et rapporteuse pour le ministère fédéral de la Défense. En tant que membre suppléante de la commission de la santé, elle était également rapporteuse pour les appareils médicaux, les pharmacies et les médicaments. Elle était en outre membre suppléante de la commission de l'éducation, de la recherche et de l’évaluation des conséquences technologiques,.
Lors de son deuxième mandat (2025-) au Bundestag, Piechotta est à nouveau membre de la commission budgétaire et y est rapporteuse pour le budget du ministère fédéral des Transports, pour le budget du ministère fédéral de la Santé et pour le budget du ministère fédéral de la Recherche, de la Technologie et de l'Aérospatiale. Elle est également membre de la commission de vérification des comptes et aussi membre suppléante de la commission de la santé et de la commission de la défense.
Piechotta a été élue au conseil municipal de Leipzig lors des élections de 2024. En juin 2025, elle a quitté son poste en raison d’incompatibilités de calendrier avec le mandat au Bundestag.